# شهرستان لینلی
شهرستان لینلی (به لاتین: Linli County) یک منطقهٔ مسکونی در چین است که در چانگدی واقع شده‌است.